# مارك ستيندريا
مارك ستيندريا (بالألمانية: Marc Stendera)‏ (10 ديسمبر 1995 ألمانيا - ) هو لاعب كرة قدم ألماني، يلعب كلاعب وسط.

## روابط خارجية
- مارك ستيندريا على موقع قاعدة بيانات كرة القدم.إي يو (الإنجليزية)
- مارك ستيندريا على موقع بيانات كرة القدم. دي إي (الألمانية)
- مارك ستيندريا على موقع Soccerway.com (الإنجليزية)
- مارك ستيندريا على موقع عالم كرة القدم.نت (الإنجليزية)
- مارك ستيندريا على موقع AS.com (الإسبانية)